# Mur invisible

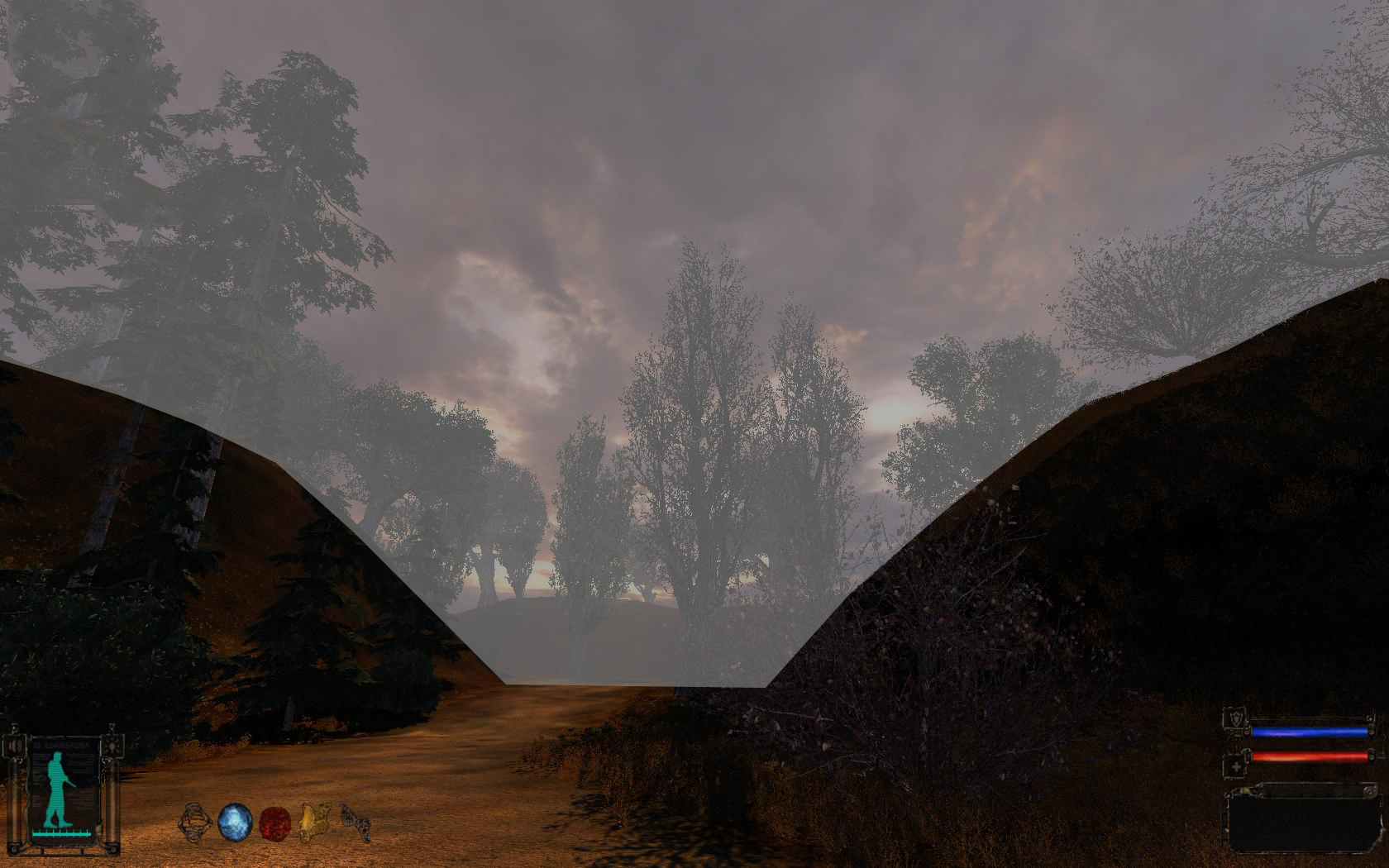
Mur invisible du jeu Rostok.

Un mur invisible ou limite de map est, dans un jeu vidéo, une frontière limitant les déplacements d'un personnage dans une zone définie mais n'apparaissant pas comme un obstacle physique. Le terme peut également faire référence à un obstacle qui peut néanmoins être aisément contourné, comme une roche de taille moyenne ou une petite clôture, qui ne permettent pas au personnage de sauter par-dessus dans le contexte du jeu. 
En règle générale, ce mur invisible représente une limite de déplacement disponible sur la map d'un jeu car celle-ci est généralement limitée pour réduire le poids d'un jeu en termes de stockage (octets) et pour favoriser le contenu de celui-ci (histoire, action, interactions, etc.)
Toutefois, certaines limites peuvent être franchies tout au long du jeu comme c'est le cas avec les mondes déblocables tout au long du jeu.
Sur certains jeux, la limite de map n'est pas forcément un mur invisible, comme par exemple :
- sur Fortnite (mode battle royale) lors du Chapitre 1, il n'existait pas de mur invisible, le joueur pouvait sortir de la map mais une fois qu'il touchait l'océan, il mourait instantanément.
- sur Dead by Daylight, le mur était tout simplement visible. En effet, le jeu possède des murets pour empêcher le joueur de sortir de la zone de jeu (le saut n'est pas disponible dans ce jeu). Cela force le joueur à sortir par les portes de sortie aux deux extrémités de la carte.

Il existe différentes façons de délimiter une zone de jeu, le mur invisible est une des solutions les plus utilisées.